# Agapanthia kindermanni
Agapanthia kindermanni là một loài bọ cánh cứng trong họ Cerambycidae.